# Alvesta (đô thị)
Đô thị Alvesta là một đô thị thuộc hạt Kronoberg (Kronobergs län) ở phía nam Thụy Điển.
Đô thị này có diện tích km², dân số 18766 người.
Đô thị hiện nay đã được tạo ra vào năm 1971, khi thị xã (köping) Alvesta (lập năm 1945) được hợp nhất với bốn đô thị nông nghiệp xung quanh. Việc hợp nhất cũng được thức hiện vào năm 1952 và 1963. Số lượng các cơ quan chính phủ ban đầu địa phương trong khu đô thị hiện nay là mười hai.